# Roquevaire
Roquevaire (provansalsko Ròcavaira/Rocovairo) je naselje in občina v jugovzhodnem francoskem departmaju Bouches-du-Rhône regije Provansa-Alpe-Azurna obala. Leta 2006 je naselje imelo 8.319 prebivalcev.

## Geografija
Kraj leži v pokrajini Provansi 23 km severovzhodno od središča departmaja Marseilla.

## Uprava
Roquevaire je sedež istoimenskega kantona, v katerega so poleg njegove vključene še občine Auriol, Belcodène, La Bouilladisse, Cadolive, La Destrousse, Gréasque, Peypin in Saint-Savournin s 43.892 prebivalci.
Kanton Roquevaire je sestavni del okrožja Marseille.